# Terrortory
Terrortory är ett melodisk death metal-band från Skellefteå. Bandet bildades 2000. 

## Medlemmar
Nuvarande medlemmar
- Johan Norström - sång (2000-), elbas (2000-2004)
- Stefan Vidmark - gitarr (2000-)
- Emil Ceder - gitarr (2011-)
- Olov Häggmark - elbas (2004-)
- Tommy Nilsson - trummor (2011-)

Tidigare medlemmar
- Michael Bergvall - gitarr (2000-2011)
- Peter Hägglund - trummor (2001-2011)

## Diskografi
Demo
- 2002 - s/t
- 2004 - One Dead Morning

Studioalbum
- 2011 – DeReign
- 2011 – The Seed Left Behind
- 2013 – City of Ghosts